# Khối Schengen
Khối Schengen ( /ˈʃɛŋən/) là một khu vực gồm 29 quốc gia châu Âu thực hiện chính sách "Khu vực tự do, an ninh, công lý" của Liên minh châu Âu. Khu vực này bãi bỏ kiểm soát quản lý biên giới và hộ chiếu tại đường biên giới chung giữa các quốc gia, cho phép các công dân di chuyển tự do giữa các quốc gia thành viên mà không cần thủ tục thị thực. Tên của khu vực này được đặt theo Hiệp ước Schengen được ký năm 1985 tại Schengen, Luxembourg.
Có 25 quốc gia thành viên Liên minh châu Âu tham gia Khối Schengen, cùng với 4 quốc gia của Hiệp hội Mậu dịch tự do châu Âu (EFTA) là Iceland, Liechtenstein, Na Uy và Thụy Sĩ đã ký các thỏa thuận liên quan đến Hiệp định Schengen dù không phải là thành viên của EU. Nước khác là thành viên của EU như Síp cam kết sẽ tham gia vào Khối Schengen trong tương lai, trong khi Ireland vẫn giữ quyết định không tham gia và vận hành chính sách thị thực riêng. Monaco, San Marino và Thành Vatican cũng duy trì biên giới mở cho quốc gia khác vì theo thông lệ họ không thể quá cảnh đến một quốc gia khác mà không thông qua một quốc gia trong Khối Schengen.
Khu vực Schengen có dân số hơn 423 triệu người và diện tích 4.312.099 kilômét vuông. Mỗi năm, có tổng cộng 1,3 tỷ lượt đi lại ở biên giới Khối Schengen, trong đó có khoảng 1,7 triệu người đi làm qua biên giới mỗi ngày. Schengen cũng có tác động tích cực đến hoạt động thương mại, với khoảng 57 triệu lượt vận chuyển hàng hóa bằng đường bộ mỗi năm, với giá trị 2,8 nghìn tỷ euro. Mức giảm chi phí thương mại do Schengen thay đổi từ 0,42% đến 1,59% tùy thuộc vào địa lý, đối tác thương mại và các yếu tố khác. Ngoài ra các quốc gia ngoài Khối Schengen cũng được hưởng lợi. Các quốc gia trong Khối Schengen đã tăng cường kiểm soát biên giới với các quốc gia không thuộc Khối Schengen để đảm bảo an ninh và quản lý di dân hiệu quả. Tuy nhiên, đôi khi cũng có các vấn đề về an ninh và tội phạm liên quan đến di dân trái phép.

## Lịch sử
Hiệp ước Schengen được ký vào 14/6/1985 bởi 5 trong 10 thành viên của Cộng đồng châu Âu (EC) tại Schengen, Luxembourg. Khối Schengen được thành lập tách biệt với Cộng đồng châu Âu do không thoả thuận được việc bãi bỏ kiểm soát biên giới với các thành viên.
Hiệp ước được bổ sung vào năm 1990 bởi Công ước Schengen, trong đó đề xuất bãi bỏ kiểm soát biên giới nội bộ và chính sách thị thực chung. Các hiệp định và quy tắc đã được thông qua và tách biệt với Cộng đồng châu Âu nên dẫn đến việc hình thành Khối Schengen vào 26/3/1995.
Tuy nhiên khi có thêm nhiều thành viên của Liên minh châu Âu (EU) tham gia thoả thuận Hiệp ước Schengen. Thì Khối Schengen cũng đã nhận được sự đồng thuận đưa vào các thủ tục pháp lý của EU. Hiệp ước và các công ước liên quan đã được đưa vào dòng chính của luật Liên minh châu Âu theo Hiệp ước Amsterdam năm 1997 và có hiệu lực vào năm 1999. Hệ quả của việc trở thành một phần của Luật Liên minh châu Âu đã dẫn đến việc thay đổi một số quy định trước đây của hiệp định. Trong đó gồm việc các quốc gia ngoài Liên minh châu Âu sẽ không được tham gia.
Vương quốc Anh, Ireland và các quốc gia phụ thuộc của Anh Quốc đã cùng thực hiện một chính sách Khu vực tự do đi lại (CTA) kể từ năm 1923, Vương quốc Anh không muốn bãi bỏ kiểm soát biên giới với bất kỳ quốc gia nào khác ngoài CTA nên đã chọn không tham gia. Dù Ireland có nhiều thuận lợi trong việc thoả thuận hiệp ước nhưng họ đã không làm vậy vì muốn duy trì biên giới mở với Bắc Ireland.

## Thành viên

### Thành viên hiện tại
Khối Schengen hiện có 29 quốc gia thành viên, trong đó có 25 quốc gia là thành viên của Liên minh châu Âu (EU), và 4 quốc gia không thuộc EU.
Trong số 4 quốc gia không thuộc EU, có 2 quốc gia là Iceland và Norway, là thành viên của Liên minh Hộ chiếu Bắc Âu và được xem là các quốc gia liên quan đến hoạt động của Khối Schengen. Năm 2008, Thụy Sĩ cũng được phép tham gia Khối Schengen với tư cách tương tự. Trong khi đó, Croatia tham gia Khối Schengen vào ngày 1 tháng 1 năm 2023.
Ireland là quốc gia duy nhất trong EU không tham gia Khối Schengen và duy trì chính sách Khu vực tự do đi lại (CTA) với Anh Quốc và các nước phụ thuộc Anh. Ba tiểu quốc Monaco, San Marino và Thành Vatican duy trì biên giới mở hoặc bán mở với các quốc gia thành viên Khối Schengen. Síp đang chuẩn bị để tham gia Khối Schengen và phải được đánh giá đầy đủ trước khi thực hiện đầy đủ các quy tắc của khối Schengen. Quá trình đánh giá này bao gồm các bảng câu hỏi và các chuyến thăm của các chuyên gia EU tới các tổ chức và nơi làm việc được lựa chọn ở quốc gia được đánh giá.
| Quốc gia                                                                       | Diện tích (km2) | Dân số (2018) | Ngày ký                                  | Ngày đầu tiên thực hiện |
| ------------------------------------------------------------------------------ | --------------- | ------------- | ---------------------------------------- | ----------------------- |
| Áo                                                                             | 83.871          | 8.891.388     | 28 tháng 4 năm 1995                      | 1 tháng 12 năm 1997     |
| Bỉ                                                                             | 30.528          | 11.482.178    | 14 tháng 6 năm 1985                      | 26 tháng 3 năm 1995     |
| Croatia                                                                        | 56.594          | 4.156.405     | 9 tháng 12 năm 2011                      | 1 tháng 1 năm 2023      |
| Cộng hoà Séc                                                                   | 78.866          |               | 16 tháng 4 năm 2003                      | 21 tháng 12 năm 2007    |
| Đan Mạch · (không bao gồm Greenland và Quần đảo Faroe, but see )               | 43.094          | 5.752.126     | 19 tháng 12 năm 1996                     | 25 tháng 3 năm 2001     |
| Estonia                                                                        | 45.338          | 1.322.920     | 16 tháng 4 năm 2003                      | 21 tháng 12 năm 2007    |
| Phần Lan                                                                       | 338.145         | 5.522.576     | 19 tháng 12 năm 1996                     | 25 tháng 3 năm 2001     |
| Pháp · (không bao gồm lãnh thổ hải ngoại)                                      | 551.695         | 64.990.511    | 14 tháng 6 năm 1985                      | 26 tháng 3 năm 1995     |
| Đức · (trước đây không bao gồm Büsingen am Hochrhein)                          | 357.022         | 83.124.418    | 14 tháng 6 năm 1985                      | 26 tháng 3 năm 1995     |
| Hy Lạp                                                                         | 131.990         | 10.522.246    | 6 tháng 11 năm 1992                      | 1 tháng 1 năm 2000      |
| Hungary                                                                        | 93.030          | 9.707.499     | 16 tháng 4 năm 2003                      | 21 tháng 12 năm 2007    |
| Iceland                                                                        | 103.000         | 336.713       | 19 tháng 12 năm 1996 18 tháng 5 năm 1999 | 25 tháng 3 năm 2001     |
| Ý                                                                              | 301.318         | 60.627.291    | 27 tháng 11 năm 1990                     | 26 tháng 10 năm 1997    |
| Latvia                                                                         | 64.589          | 1.928.459     | 16 tháng 4 năm 2003                      | 21 tháng 12 năm 2007    |
| Liechtenstein                                                                  | 160             | 37.910        | 28 tháng 2 năm 2008                      | 19 tháng 12 năm 2011    |
| Lithuania                                                                      | 65.300          | 2.801.264     | 16 tháng 4 năm 2003                      | 21 tháng 12 năm 2007    |
| Luxembourg                                                                     | 2.586           | 604.245       | 14 tháng 6 năm 1985                      | 26 tháng 3 năm 1995     |
| Malta                                                                          | 316             | 439.248       | 16 tháng 4 năm 2003                      | 21 tháng 12 năm 2007    |
| Hà Lan · (không bao gồm Aruba, Curaçao, Sint Maarten và Caribbean Netherlands) | 41.526          | 17.059.560    | 14 tháng 6 năm 1985                      | 26 tháng 3 năm 1995     |
| Na Uy · (không bao gồm Svalbard)                                               | 385.155         | 5.337.962     | 19 tháng 12 năm 1996 18 tháng 5 năm 1999 | 25 tháng 3 năm 2001     |
| Ba Lan                                                                         | 312.683         | 37.921.592    | 16 tháng 4 năm 2003                      | 21 tháng 12 năm 2007    |
| Bồ Đào Nha                                                                     | 92.391          | 10.256.193    | 25 tháng 6 năm 1991                      | 26 tháng 3 năm 1995     |
| Slovakia                                                                       | 49.037          | 5.453.014     | 16 tháng 4 năm 2003                      | 21 tháng 12 năm 2007    |
| Slovenia                                                                       | 20.273          | 2.077.837     | 16 tháng 4 năm 2003                      | 21 tháng 12 năm 2007    |
| Tây Ban Nha · (with special provisions for Ceuta and Melilla)                  | 505.990         | 46.692.858    | 25 tháng 6 năm 1991                      | 26 tháng 3 năm 1995     |
| Thuỵ Điển                                                                      | 449.964         | 9.971.638     | 19 tháng 12 năm 1996                     | 25 tháng 3 năm 2001     |
| Thuỵ Sĩ · (với Büsingen am Hochrhein)                                          | 41.285          | 8.525.611     | 26 tháng 10 năm 2004                     | 12 tháng 12 năm 2008    |
| Khối Schengen                                                                  | 4.189.111       | 417.597.460   | 14 tháng 6 năm 1985                      | 26 tháng 3 năm 1995     |

| Quốc gia      | Diện tích (km2) | Dân số (2018) |
| ------------- | --------------- | ------------- |
| Monaco        | 2,02            | 38.682        |
| San Marino    | 61,2            | 33.785        |
| Thành Vatican | 0,49            | 801           |